# 1690 w literaturze
Wydarzenia literackie w 1690 roku.

## Urodzili się
- Susanna Highmore, angielska poetka